# Comuna Nebrat, Borodeanka
Nebrat (în ucraineană Небрат) este o comună în raionul Borodeanka, regiunea Kiev, Ucraina, formată din satele Beresteanka, Mîhailenkiv și Nebrat (reședința).

## Demografie
Componența lingvistică a comunei Nebrat
     Ucraineană (98,44%)
     Rusă (1,09%)
     Alte limbi (0,31%)
Conform recensământului din 2001, majoritatea populației comunei Nebrat era vorbitoare de ucraineană (98,44%), existând în minoritate și vorbitori de rusă (1,09%).